# Łyżwiarstwo figurowe na Zimowych Igrzyskach Olimpijskich 2018
Łyżwiarstwo figurowe na Zimowych Igrzyskach Olimpijskich 2018 – jedna z dyscyplin rozgrywanych podczas igrzysk w dniach 9–25 lutego 2018 w Gangneung, w Korei Południowej. Zawody odbyły się w pięciu konkurencjach: solistów i solistek, par sportowych i tanecznych oraz drużynowych.

## Kwalifikacje
Liczba miejsc do obsadzenia na igrzyskach jest ustalona przez Międzynarodowy Komitet Olimpijski. W zawodach weźmie udział maksymalnie 148 zawodników, z czego nie więcej niż 18 z Narodowego Komitetu Olimpijskiego (9 mężczyzn i 9 kobiet). Po 30 w konkurencji solistów i solistek, 20 par w konkurencji sportowej i 24 pary w konkurencji tanecznej. Dodatkowo 10 zespołów zostanie zakwalifikowanych do zawodów drużynowych.
Do Zimowych Igrzysk Olimpijskich 2018 można było zakwalifikować się podczas dwóch imprez. Pierwszą możliwością kwalifikacji były Mistrzostwa Świata 2017, podczas których państwa mogły uzyskać maksymalnie 3 kwalifikacje z każdej konkurencji. Pozostałe wolne miejsca zostały obsadzone podczas turnieju Nebelhorn Trophy 2017. W momencie obsadzania pozostałych miejsc brane były pod uwagę tylko państwa, które w danej konkurencji nie miały zakwalifikowanych zawodników/pary. W turnieju Nebelhorn Trophy każdy kraj mógł uzyskać tylko jedno miejsce w każdej konkurencji.

## Terminarz
| Data      | Konkurencja         | Konkurencja                    | Godzina                     |
| --------- | ------------------- | ------------------------------ | --------------------------- |
| 9 lutego  | Zawody drużynowe    | Program krótki solistów        | 10:00 UTC+09:00 / 02:00 CET |
| 9 lutego  | Zawody drużynowe    | Program krótki par sportowych  | 11:45 UTC+09:00 / 03:45 CET |
| 11 lutego | Zawody drużynowe    | Taniec krótki par tanecznych   | 10:00 UTC+09:00 / 02:00 CET |
| 11 lutego | Zawody drużynowe    | Program krótki solistek        | 11:45 UTC+09:00 / 03:45 CET |
| 11 lutego | Zawody drużynowe    | Program dowolny par sportowych | 13:40 UTC+09:00 / 05:45 CET |
| 12 lutego | Zawody drużynowe    | Program dowolny solistów       | 10:00 UTC+09:00 / 02:00 CET |
| 12 lutego | Zawody drużynowe    | Program dowolny solistek       | 11:10 UTC+09:00 / 03:10 CET |
| 12 lutego | Zawody drużynowe    | Taniec dowolny par tanecznych  | 12:20 UTC+09:00 / 04:20 CET |
| 14 lutego | Zawody indywidualne | Program krótki par sportowych  | 10:00 UTC+09:00 / 02:00 CET |
| 15 lutego | Zawody indywidualne | Program dowolny par sportowych | 10:30 UTC+09:00 / 02:30 CET |
| 16 lutego | Zawody indywidualne | Program krótki solistów        | 10:00 UTC+09:00 / 02:00 CET |
| 17 lutego | Zawody indywidualne | Program dowolny solistów       | 10:00 UTC+09:00 / 02:00 CET |
| 19 lutego | Zawody indywidualne | Taniec krótki par tanecznych   | 10:00 UTC+09:00 / 02:00 CET |
| 20 lutego | Zawody indywidualne | Taniec dowolny par tanecznych  | 10:00 UTC+09:00 / 02:00 CET |
| 21 lutego | Zawody indywidualne | Program krótki solistek        | 10:00 UTC+09:00 / 02:00 CET |
| 23 lutego | Zawody indywidualne | Program dowolny solistek       | 10:00 UTC+09:00 / 02:00 CET |

## Medaliści
| Konkurencja      | Złoto | Wynik  | Srebro | Wynik  | Brąz | Wynik  |
| Soliści          | Yuzuru Hanyū                                                                                             | 317,85 | Shōma Uno | 306,90 | Javier Fernández | 305,24 |
| Solistki         | Alina Zagitowa                                                                                           | 239,57 | Jewgienija Miedwiediewa | 238,26 | Kaetlyn Osmond | 231,02 |
| Pary sportowe    | Alona Sawczenko / Bruno Massot                                                                           | 235,90 | Sui Wenjing / Han Cong | 235,47 | Meagan Duhamel / Eric Radford | 230,15 |
| Pary taneczne    | Tessa Virtue / Scott Moir                                                                                | 206,07 | Gabriella Papadakis / Guillaume Cizeron | 205,28 | Maia Shibutani / Alex Shibutani | 192,59 |
| Zawody drużynowe | Kanada Patrick Chan Kaetlyn Osmond Gabrielle Daleman Meagan Duhamel Eric Radford Tessa Virtue Scott Moir | 73     | Olimpijscy sportowcy z Rosji · Michaił Kolada · Jewgienija Miedwiediewa · Alina Zagitowa · Jewgienija Tarasowa · Władimir Morozow · Natalja Zabijako · Aleksandr Enbiert · Jekatierina Bobrowa · Dmitrij Sołowjow | 66     | Stany Zjednoczone Nathan Chen Adam Rippon Bradie Tennell Mirai Nagasu Alexa Scimeca Knierim Chris Knierim Maia Shibutani Alex Shibutani | 62     |

## Klasyfikacja medalowa
| Miejsce | Państwo                      | złoto | srebro | brąz | Łącznie |
| ------- | ---------------------------- | ----- | ------ | ---- | ------- |
| 1.      | Kanada                       | 2     | 0      | 2    | 4       |
| 2.      | Olimpijscy sportowcy z Rosji | 1     | 2      | 0    | 3       |
| 3.      | Japonia                      | 1     | 1      | 0    | 2       |
| 4.      | Niemcy                       | 1     | 0      | 0    | 1       |
| 5.      | Chińska Republika Ludowa     | 0     | 1      | 0    | 1       |
| 5.      | Francja                      | 0     | 1      | 0    | 1       |
| 7.      | Stany Zjednoczone            | 0     | 0      | 2    | 2       |
| 8.      | Hiszpania                    | 0     | 0      | 1    | 1       |
| Łącznie | Łącznie                      | 5     | 5      | 5    | 15      |